# Les Verchers-sur-Layon
Pour les articles homonymes, voir Layon.
Les Verchers-sur-Layon est une ancienne commune française située dans le département de Maine-et-Loire, en région Pays de la Loire. Depuis le 30 décembre 2016, la commune forme avec Brigné, de Concourson-sur-Layon, de Doué-la-Fontaine, de Forges, de Meigné, de Montfort et de Saint-Georges-sur-Layon, la commune nouvelle de Doué-en-Anjou.
La commune se situe dans l'appellation viticole du Coteaux-du-Layon (AOC).

## Géographie
Commune angevine du Saumurois, Les Verchers-sur-Layon se situe dans les coteaux du Layon, sur la route D 178, Concourson-sur-Layon / Le Puy-Notre-Dame, et D 69, Doué-la-Fontaine.
Son territoire est traversé par le Layon (rivière) et se situe sur l'unité paysagère du couloir du Layon.

## Politique et administration

### Administration municipale

#### Administration actuelle
Depuis le 30 décembre 2016 Les Verchers-sur-Layon constitue une commune déléguée au sein de la commune nouvelle de Doué-en-Anjou et dispose d'un maire délégué.
| Période                                  | Période  | Identité         | Étiquette | Qualité |
| ---------------------------------------- | -------- | ---------------- | --------- | ------- |
| janvier 2017                             | mai 2020 | Claudia Chartier |           |         |
| mai 2020                                 | en cours | Jacques Conchon  |           |         |
| Les données manquantes sont à compléter. |          |                  |           |         |

#### Administration ancienne
| Période                                  | Période       | Identité                   | Étiquette | Qualité               |
| ---------------------------------------- | ------------- | -------------------------- | --------- | --------------------- |
| 1945                                     | 1971          | Jean de Maupeou d'Ableiges |           | Châtelain de Bellevue |
| avant 1988                               | 1995          | Joseph Guichoux            |           |                       |
| 1995                                     | 2008          | Pierre Boissinot           |           |                       |
| mars 2008                                | mars 2014     | Arlette Jouvet             | DVD       |                       |
| mars 2014                                | décembre 2016 | Claudia Chartier           |           |                       |
| Les données manquantes sont à compléter. |               |                            |           |                       |

### Ancienne situation administrative
La commune était membre de la communauté de communes de la région de Doué-la-Fontaine, elle-même membre du syndicat mixte Pays Saumurois.

## Population et société

### Évolution démographique
L'évolution du nombre d'habitants est connue à travers les recensements de la population effectués dans la commune depuis 1793. À partir du 1er janvier 2009, les populations légales des communes sont publiées annuellement dans le cadre d'un recensement qui repose désormais sur une collecte d'information annuelle, concernant successivement tous les territoires communaux au cours d'une période de cinq ans. 
Pour les communes de moins de 10 000 habitants, une enquête de recensement portant sur toute la population est réalisée tous les cinq ans, les populations légales des années intermédiaires étant quant à elles estimées par interpolation ou extrapolation. Pour la commune, le premier recensement exhaustif entrant dans le cadre du nouveau dispositif a été réalisé en 2005,.
En 2014, la commune comptait 898 habitants, en évolution de +1,7 % par rapport à 2009 (Maine-et-Loire : +3,3 %, France hors Mayotte : +2,49 %).
| 1793  | 1800 | 1806 | 1821  | 1831  | 1836  | 1841  | 1846  | 1851  |
| ----- | ---- | ---- | ----- | ----- | ----- | ----- | ----- | ----- |
| 1 349 | 804  | 856  | 1 634 | 1 591 | 1 523 | 1 503 | 1 590 | 1 484 |

| 1856  | 1861  | 1866  | 1872  | 1876  | 1881  | 1886  | 1891  | 1896  |
| ----- | ----- | ----- | ----- | ----- | ----- | ----- | ----- | ----- |
| 1 452 | 1 401 | 1 397 | 1 298 | 1 270 | 1 203 | 1 244 | 1 259 | 1 236 |

| 1901  | 1906  | 1911  | 1921  | 1926  | 1931  | 1936  | 1946  | 1954  |
| ----- | ----- | ----- | ----- | ----- | ----- | ----- | ----- | ----- |
| 1 214 | 1 229 | 1 201 | 1 092 | 1 138 | 1 080 | 1 104 | 1 083 | 1 077 |

| 1962  | 1968 | 1975 | 1982 | 1990 | 1999 | 2006 | 2010 | 2014 |
| ----- | ---- | ---- | ---- | ---- | ---- | ---- | ---- | ---- |
| 1 059 | 949  | 838  | 789  | 769  | 813  | 835  | 902  | 898  |

### Pyramide des âges
La population de la commune est relativement jeune. Le taux de personnes d'un âge supérieur à 60 ans (21,7 %) est en effet supérieur au taux national (21,8 %) tout en étant toutefois inférieur au taux départemental (21,4 %).
Contrairement aux répartitions nationale et départementale, la population masculine de la commune est supérieure à la population féminine (50,5 % contre 48,7 % au niveau national et 48,9 % au niveau départemental).
La répartition de la population de la commune par tranches d'âge est, en 2008, la suivante :
- 50,5 % d’hommes (0 à 14 ans = 23,6 %, 15 à 29 ans = 15,6 %, 30 à 44 ans = 21,9 %, 45 à 59 ans = 17,2 %, plus de 60 ans = 21,7 %) ;
- 49,5 % de femmes (0 à 14 ans = 21,9 %, 15 à 29 ans = 16,6 %, 30 à 44 ans = 22,4 %, 45 à 59 ans = 17,6 %, plus de 60 ans = 21,7 %).

| Hommes | Classe d’âge | Femmes |
| ------ | ------------ | ------ |
| 0,0    | 90 ans ou +  | 1,0    |
| 9,2    | 75 à 89 ans  | 7,5    |
| 12,5   | 60 à 74 ans  | 13,2   |
| 17,2   | 45 à 59 ans  | 17,6   |
| 21,9   | 30 à 44 ans  | 22,4   |
| 15,6   | 15 à 29 ans  | 16,6   |
| 23,6   | 0 à 14 ans   | 21,9   |

| Hommes | Classe d’âge | Femmes |
| ------ | ------------ | ------ |
| 0,4    | 90 ans ou +  | 1,1    |
| 6,3    | 75 à 89 ans  | 9,5    |
| 12,1   | 60 à 74 ans  | 13,1   |
| 20,0   | 45 à 59 ans  | 19,4   |
| 20,3   | 30 à 44 ans  | 19,3   |
| 20,2   | 15 à 29 ans  | 18,9   |
| 20,7   | 0 à 14 ans   | 18,7   |

## Économie

### Tissu économique
Commune à forte dominance agricole, sur 95 établissements présents dans la commune à fin 2010, 63 % relevaient du secteur de l'agriculture (pour une moyenne de 17 % dans le département), 6 % du secteur de l'industrie, 8 % du secteur de la construction, 17 % de celui du commerce et des services et 5 % du secteur de l'administration et de la santé.

### Viticulture
La commune se situe dans l'aire d'appellation viticole du Coteaux-du-Layon (AOC). Vingt-sept communes du département, bordant la rivière du Layon, constituent l'aire géographique de l'Appellation d'Origine Contrôlée Coteaux du Layon.

## Culture locale et patrimoine

### Lieux et monuments
- Château de Bellevue :
La seigneurie de Bellevue est connue depuis le début du XVIe siècle. René de Strossy en est seigneur dans les années 1600-1612, et Jacques Jarret en 1631. Elle reste dans cette dernière famille jusqu'en 1810 et passe à la famille de Laistre. En 1827, Louis-Henry Isle de Beaucheine (1777-1870) et son épouse Marie-Pauline Aubert de Boumois - l'une des héritières du château de Boumois, près de Saumur -, achètent le domaine. En 1899, leur petite-fille Camille Isle de Beaucheine (1870-1958) apporte le domaine à son époux le vicomte Hervé de Maupeou d'Ableiges. Leur fils, le vicomte Jean de Maupeou d'Ableiges (1904-1984), sera durant vingt six ans maire des Verchers qui lui dédiera une place de la commune.
Le château, ses communs et ses dépendances datent des XVIe – XIXe siècles. Les terres d'exploitation sont réparties sur l'ancienne seigneurie mitoyenne d'Auvers.
- Château d'Échuilly
- Commanderie
- Château de Bussy-Fontaines
- L'église paroissiale Saint-Just.

### Personnalités liées à la commune
- Jules Mougin (1912-2010), poète français, enterré aux Verchers-sur-Layon[17].
- Pierre Matignon (1943-1987), natif des Verchers-sur-Layon, coureur cycliste, vainqueur d'étape sur le Tour de France 1969.